# Judith da Silva Bacci
Judith da Silva Bacci (27 mei 1918 Pelotas, Brazilië - aldaar, 30 juli 1991) was een autodidactische Afrikaans-Braziliaanse beeldhouwster. 

## Biografie
Judith Bacci was de dochter van Nadir Oliveira, medium en eigenaar van een Afro-Braziliaans gebedshuis. Zij was getrouwd met Mario Bacci, met wie zij twee kinderen kreeg: Mário Eugênio Bacci en Vera Lúcia Bacci.
Judith Bacci werkte als concierge aan de voormalige School of Fine Arts (EBA) van de Federal University of Pelotas, vanaf de oprichting ervan in 1949. In 1973 werd dit het Institute of Letters and Arts (ILA) en vanaf 1973 tot op heden is dit het Centrum voor de Kunsten van de universiteit van Pelotas.(CEARTE/UFPEL). Zij raakte er geïnteresseerd in de beeldhouwkunst, werd medewerkster in het beeldhouwlaboratorium en assisteerde docenten aan het voormalige Instituut voor Letteren en Kunsten (ILA).
Judith Bacci woonde met haar man en kinderen op haar werkplek in de School of Fine Arts (EBA). Zij runden er een bar om in extra inkomsten te voorzien. Judith zag kunst in het begin als een manier om haar inkomen verder aan te vullen. In de jaren ‘60 maakte zij de eerste artistieke werken. Het waren gipsplaatjes in reliëf. Omstreeks 1970 vond een fusie plaats van de EBA met het Instituut van de Kunsten (ILA). Hierbij werden de functies van de werknemers opnieuw ingedeeld en werd Judith Bacci medewerker in het beeldhouwlaboratorium. Vanaf dat moment kreeg haar werk steeds meer betekenis en erkenning. Judith bracht tijd door met kunstenaars en leraren uit de culturele scene van Pelotas, bijvoorbeeld met de schilders Aldo Locatelli en Nestor Marquez Rodrigues en de beeldhouwers Joâo Braunstein en Bruno Visentin.
Zij kreeg in haar werk en leven echter vaak met vooroordelen te maken. Dit had te maken met het verleden van slavernij in Brazilië. Haar woonplaats Pelotas had een geschiedenis van slavenarbeid, die gedurende de gehele twintigste eeuw doorwerkte in de mentaliteit van haar bewoners. Er was een grote sociale scheiding tussen de voormalig tot slaaf gemaakte zwarten en de witte elites ontstaan. Dit zorgde er onder andere voor dat zwarte mensen als ondergeschikt werden gezien door de witte elites en hun capaciteiten niet werden erkend. Dit was bijvoorbeeld zichtbaar in een gebrek aan onderwijskansen voor zwarte mensen. Structureel racisme, ongelijkheid en de ontkenning van de capaciteiten van zwarte mensen waren ten tijde van de oprichting van de School of Fine Arts (EBA) van Pelotas in 1949 nog steeds aanwezig. Judith Bacci had geen toegang tot een formele opleiding tot beeldhouwen maar zij leerde het door het observeren van leraren van de School of Fine Arts (EBA). De opkomst van Judith Bacci als kunstenaar paste niet bij de sociale normen in die tijd, omdat het ongebruikelijk was dat een zwarte kunstenaar ruimte kreeg in een context waarin de witte elite degenen waren die de regels maakten. Dit zorgde dat ze tijdens haar leven en loopbaan veel kritiek te verduren kreeg maar dit weerhield haar niet om door te gaan met het ontwikkelen en doorgeven van haar vaardigheden en kennis van de beeldhouwkunst. De studenten van de School of Fine Arts hadden grote genegenheid en waardering voor haar en ze hielp hen vaak met het creëren van hun werk. Een groot deel van de aanmoediging die ze ontving kwam van de studenten en daarnaast ook van sommige leraren. In Brazilië was al lange tijd het katholicisme als officiële religie gevestigd. Het feit dat Judith Bacci naast katholieke bijeenkomsten ook Umbanda en Candomblé bijeenkomsten en waarzeggers bezocht maakte het nog moeilijker om geaccepteerd te worden in de sociale omgeving waar ze zich bevond Ook in haar familie kreeg zij te maken met vooroordelen. Haar man Mario Bacci was van Italiaanse afkomst. Haar schoonfamilie kon het interraciale huwelijk niet accepteren en bezocht hen zelfs niet toen haar kinderen waren geboren.
Het was door de leraar en kunstcriticus Nelson Abott de Freitas, die in de loop van tijd verschillende lovende artikelen over haar schreef in de krant ‘Diário Popular’ van Pelotas over verschillende fases van haar werk, dat Judith de status van kunstenaar kreeg.  Toch werd ze vaak nog gezien als inferieur aan andere kunstenaars, vanwege haar autodidactie en gebrek aan een academische kennis. Haar kunst werd bijvoorbeeld omschreven als naïeve kunst en soms werd ze slechts als medewerker genoemd. Wat mogelijk ook bijdroeg aan het gebrek aan erkenning dat ze tijdens haar leven kreeg was dat zij veel van haar werken niet signeerde en maar weinig vroeg voor haar werk.
In 1991 overleed Judith Bacci aan kanker. In de berichtgeving van haar overlijden stond: ‘Beeldhouwmeester Judith da Silva Bacci sterft.’ Het was pas na haar dood dat zij deze kwalificatie als meester in de beeldhouwkunst ontving. Judith Bacci's nalatenschap is tot op heden van grote betekenis voor de representatie van Afro-Braziliaanse kunstenaars, die structureel te maken hebben gehad met een gebrek aan vertegenwoordiging en zichtbaarheid in musea, kunstinstellingen en daarbuiten.

## Werk
Judith Bacci werkte voornamelijk met klei en gips en met brons-patina. Zij maakte werken zoals bustesculpturen die lokale persoonlijkheden uitbeeldden, sculpturen met modernistische kenmerken, maar ook religieuze, zowel katholieke als Afro-Braziliaanse. Het overgrote deel van haar sculpturen waren vrouwelijke figuren. In haar werk behandelde ze onder andere thema's als slavernij en ongelijke sociale verhoudingen, bijvoorbeeld met de sculptuur Mãe Preta Amamentando Menino Branco (Zwarte moeder die blanke jongen borstvoeding geeft) uit het jaar 1988, waarin de praktijk van het gebruiken van een zwarte vrouw als voedster voor een wit kind die vanaf de koloniale tijd tot nog halverwege de 20e eeuw gebruikelijk was in Brazilië, door haar is verbeeld. De meeste werken van Judith Bacci kunnen worden gerekend tot het ‘realisme’, de artistieke beweging in de kunst die op een realistische manier objecten en wezens weer probeert te geven. In haar latere werk volgde de kunstenares ook de modernistische tendensen die op dat moment ook bij het ILA in zwang waren. In 1988 was Judith Bacci's dertigjarige carrière het onderwerp van een tentoonstelling in de 'Galeria Municipal de Arte' in Pelotas. Er werden 32 werken van haar tentoongesteld. Vanaf 2010 begonnen haar werken steeds meer aan populariteit te winnen in Brazilië.  In 2023-2024 was haar werk onderdeel van de tentoonstelling 'Dos Brasis' die beschouwd wordt als de grootste tentoonstelling gewijd aan zwarte kunstenaars die ooit in Brazilië heeft plaatsgevonden. 

## Exposities
2023-2024 Dos Brasis: Arte e Pensamento Negro [Black Art, Black Thinking] Sesc Belenzinho, São Paulo, Brazilië 
2022 Presença Negra no MARGS [Black presence at MARGS], Museu de Arte Leopoldo Gotuzzo, Pelotas, Brazilië 
2022 Presença Negra no MARGS [Black Presence at MARGS], Museu de Arte do Rio Grande do Sul, Porto Alegre, Brazilië 
1988 Retrospectiva de escultura da artista plástica Judith da Silva Bacci [Retrospective of sculpture by the artist Judith da Silva Bacci], Galeria Municipal de Arte da Fundapel, Brazilië 